# International Federation of Bodybuilding & Fitness
Die International Federation of Bodybuilding & Fitness (IFBB) ist ein Bodybuilding-Verband mit Sitz in Madrid. Er hat weltweit 205 nationale Unterverbände.

## Wettbewerbe
Die IFBB ist verantwortlich für die Wettkämpfe Mr. Olympia, World Amateur Bodybuilding Championships und Ms. International Competitions. Der erste Wettbewerb der IFBB war im Jahre 1949 die Wahl des Mr. America. Dies verärgerte den ehemaligen Verband AAU derart, dass sie jedem ihrer Mitglieder untersagte, beim Mr. America Wettbewerb zu starten.

## Geschichte
Der Verband wurde 1946 als International Federation of Bodybuilders von Ben und Joe Weider gegründet. Bis 1940 war die Bodybuildingszene unter der Kontrolle der Amateur Athletic Union (AAU). Die Weiders entschieden sich zur Gründung der IFBB, weil sie der Ansicht waren, dass die AAU nur an der Vermarktung des Gewichthebens interessiert war, nicht jedoch am Bodybuilding.
1971 wurde der Verband Mitglied der General Assembly of International Sports Federations, heute Global Association of International Sports Federations (GAISF). Seit den 1980er-Jahren bemühte sich der Verband um eine Aufnahme als olympische Sportart. Eine Demonstration eines Wettbewerbs wurde in Aussicht gestellt und war für die Olympischen Spiele 2004 in Athen konzipiert, scheiterte letztendlich aber an einer Ablehnung. Bodybuilding war jedoch verschiedentlich bei den Worldgames vertreten.
Im November 2004 stimmte der IFBB-Kongress für eine Umbenennung in International Federation of Bodybuilding & Fitness. Das Logo und die Abkürzung „IFBB“ blieben jedoch davon unberührt.